# Новомет
Группа компаний «Новомет» занимается предоставлением нефтесервисных услуг для компаний нефтегазового сектора. Один из крупнейших разработчиков и производителей полнокомплектных УЭЦН в России, в том числе погружных насосов, электродвигателей, станций управления, систем телеметрии,  оборудования для работы в сложных условиях, с такими факторами как механические примеси, повышенное содержание газа, высокая температура, солеотложение. Предприятие занимается изготовлением оборудования для механизированной добычи нефти, систем поддержания пластового давления, геотермальной энергетики, компоновок для заканчивания скважин,  промышленных насосов, тяговых электродвигателей и другого оборудования. Для изготовления максимально широкой линейки комплектующих в производстве применяются различные технологии литья, порошковая металлургия, механическая обработка, а также 3D-печать. В настоящее время производственные возможности составляют до 700 полнокомплектных установок в месяц . На предприятии внедрены стандарты менеджмента качества и экологического менеджмента, промышленной безопасности и охраны труда.

## Деятельность
По состоянию на 2023 год сервисные центры «Новомет» расположены в 21 стране. Поставки продукции осуществляются в 32 страны. Основное производство расположено в России в г. Пермь, и занимает площадь более 80 000 квадратных метров. 
Виды производств:
- Порошковая металлургия [2]
- Литейное (ХТС, ЛВМ)
- Механообрабатывающее
- Опытное
- Сварочное
- Кабельное [3]
- Сборочное производство УЭЦН
- Сборочное производство наземного насосного оборудования
- Станции управления и телеметрии
- Изготовление нестандартного оборудования

«Новомет» разрабатывает и внедряет комплексные технологии и решения для увеличения объема добычи на скважину, в том числе в условиях различных осложнений - от высоковязкой нефти до высокого газосодержания для того, чтобы снизить затраты на подъем и продлить период эксплуатации скважины.
Технологии механизированной добычи включают:
- Снижение операционных затрат на добычу нефти за счет применения энергоэффективных установок.
- Добыча вязкой нефти с помощью объемных насосов [4].
- Освоение и эксплуатация скважин с помощью УЭЦН, спускаемой на грузонесущем кабеле внутри НКТ 73 мм (по прокатной схеме)
- Добыча высокотемпературных геотермальных вод
- Удаленный мониторинг и управление нефтедобычей Novomet Track[5]
- Поддержание пластового давления и утилизации попутного газа
- Эксплуатации боковых стволов и искривленных скважин (в т.ч. эксплуатация горизонтальных скважин, осложненных большим содержанием свободного газа)
- Проведение исследований при работающей установке, в т. ч. в горизонтальных участках скважин при помощи байпасной системы.
- Одновременно-раздельная эксплуатация двух пластов через одну скважину
- Добыча нефти в условиях повышенного газосодержания
- УЭЦН перевернутого типа, УЭЦН для внутрискважинной перекачки
- Защита погружного оборудования от механических примесей.
- Защиты погружного оборудования от солеотложения.
- Добычи нефти в условиях повышенного содержания сероводорода.
- Добычи нефти из малодебитных скважин.
- УЭЦН с расширенным диапазоном работы (ImpalaESP)
- УЭЦН с открытой ступенью
- Заканчивание скважин

### Инновации, исследования, разработки
Группа компаний «Новомет» – предприятие полного цикла: от проектирования и разработки конструкторской документации до производства готового продукта, реализации и сервиса. До 30% выпускаемой продукции относится к разряду инновационной. «Новомет» ведет научно-исследовательские проекты, осуществляемые совместно с Российским государственным нефтегазовым университетом им. И.М.Губкина. 
Возможности НИОКР включают:
- Гидродинамическое моделирование скважин
- Разработка инновационных конструкций погружных лопастных насосов, пакеров, струйных насосов и других систем для добычи и стимулирования добычи нефти
- Интеграционные испытания с использованием специально построенных испытательных скважин на базе "Коннас"
- Обучение студентов и повышение квалификации инженеров нефтяной промышленности

Компания занимается разработкой экономичных насосных систем, способных добывать малодоступные ресурсы. Доступ к широкому спектру испытательных стендов позволяет тестировать системы в условиях, близких к реальным, быстро и эффективно вносить конструктивные изменения и получать подробную системную информацию.
Разнообразие испытательных скважин компании позволяет оценить, как системы и компоненты будут работать при воздействии различных условий перед спуском оборудования таких как газ, твердые частицы, высокие температуры, высокие механические нагрузки, давление, высокая вязкость жидкости и высокая обводненность. 
«Новомет» в цифрах:
- 10 700 скважин в обслуживании
- 5 000+ сотрудников
- 700 полнокомплектных установок для нефтедобычи в месяц
- 30% доля инновационной продукции
- 80 инновационных проектов в работе
- 32 страны поставки[6]
- 21 сервисная база (5 в РФ, 16 в СНГ и ДЗ)

## История
История компании «Новомет» начинается в 1991 году, когда основатели компании применили технологии порошковой металлургии в нефтегазовой отрасли .
Первой продукцией компании «Новомет» были ступени погружных центробежных насосов для добычи нефти. Изготавливались они по новой для отрасли – порошковой технологии, обеспечивающей ряд преимуществ по сравнению с традиционными методами.
В 1998 году были выпущены насосы нового типа — центробежно-вихревые. Промысловые испытания на нефтяных месторождениях подтвердили высокую работоспособность этих насосов в осложнённых условиях. Данная разработка была удостоена премии Правительства РФ в области науки и техники, а так же защищена международными и российскими патентами.
В 2002 году были запущены в производство насосы по поддержанию пластового давления, погружные электродвигатели и гидрозащиты к ним, газосепараторы и обратные опрессовочные клапаны оригинальной конструкции. В этот же период были разработаны новые модели насосов (в частности, абразивостойкий). Данные конструкции защищены российскими и международными патентами. Все это позволило «Новомету» перейти на серийное производство полнокомплектных погружных установок.
В 2002-2003 гг. создано сервисное предприятие для обслуживания и ремонта выпускаемого оборудования. Разработаны программные продукты, позволяющие оценить условия эксплуатации и ресурс погружного оборудования.
В 2003 – 2004 годах была существенно расширена номенклатура выпускаемых установок - от 4-го до 8-го габарита с диапазоном номинальных подач от 15 до 4 000 м3 в сутки.
В 2004 году высокий уровень развития предприятия подтвержден сертификацией системы управления качеством по международному стандарту ISO 9001:2000.
В 2006 была проведена модернизация производства, приобретены лучшие автоматические линии, обрабатывающие центры, позволившие улучшить качество выпускаемой продукции и увеличить ее объемы.
В конце 2013 года в рамках совместного проекта ЗАО «Новомет-Пермь» и РГУ нефти и газа им И.М. Губкина на базе ОКБ БН «КОННАС» создан уникальный многофункциональный стендовый комплекс.
В течение последнего десятилетия группа компаний «Новомет» постоянно расширялась. На данный момент в компании работает более 5000 человек, в состав группы входит сеть сервисных центров в Российской Федерации и по всему миру.